# GNOME LaTeX
GNOME LaTeX (voorheen LaTeXila) is een opensource-IDE voor het bewerken van LaTeX-documenten voor GNOME. Het is verkrijgbaar onder de GPLv3. De LaTeX-documenten kunnen omgezet worden naar PDF, DVI of PS.

## Overzicht
Het bevat onder andere syntaxiskleuring, spellingscontrole en verscheidene menu's om LaTeX-elementen en symbolen in te voegen in het document. GNOME LaTeX is geen wysiwyg editor (what you see is what you get). Het is ontworpen om samen te werken met een apart geïnstalleerde LaTeX-distributie.
Met behulp van projecten kan men de onderdelen van het document beheren. Het invoegen van een bibliografie kan met BibTeX.